# Marina Ripa di Meana
Marina Ripa di Meana, également connue sous le nom de Marina Lante della Rovere (née Maria Elide Punturieri le 21 octobre 1941 à Reggio de Calabre et morte le 5 janvier 2018 à Rome) est une écrivaine, actrice, réalisatrice et styliste italienne. Elle est surtout connue pour ses best-sellers I miei primi quarant'anni (1984) et La più bella del reame (1988).

## Biographie
Marina Ripa di Meana a grandi dans une famille bourgeoise de Reggio et, avec le début de son activité de styliste à Piazza di Spagna, en compagnie de Paola Ruffo di Calabria, future reine des Belges, elle est l'une des figures les plus célèbres de la mode romaine depuis les années 1960. En 1964, elle épouse le comte Alessandro Lante della Rovere (1936-1995), avec qui elle aura une fille, l'actrice Lucrezia. Après une vie publique dans les cercles artistiques et une relation extraconjugale avec le peintre Franco Angeli (it), elle divorce et après diverses relations amoureuses elle épouse le marquis Carlo Ripa di Meana en 1982. Parmi les témoins figuraient Alberto Moravia et Bettino Craxi.
À la fin des années 1970, Marina Ripa di Meana fait des petites apparitions télévisées, mène une activité au cinéma et l'écran comme comédienne à côté de Tomás Milián dans Assassinio sul Tevere (1979) de Bruno Corbucci puis comme scénariste pour l'adaptation cinématographique de son autobiographie I miei primi primi 40 anni (1987), dont son personnage est interprété par Carol Alt et comme réalisatrice du thriller Cattive ragazze (1992), dont le rôle principal est joué par Eva Grimaldi,.
Après son autobiographie, Marina Ripa di Meana a publié 13 autres livres jusqu'en 2016.
Marina Ripa di Meana est morte à Rome le 5 janvier 2018 des suites d'un cancer du rein.
Marina Ripa di Meana était également connue pour sa position sur la cruauté envers les animaux et l'environnementalisme. À partir des années 1990, elle participe à diverses campagnes contre le massacre des phoques, l'utilisation de la fourrure et de la peau, les corrida en Espagne et les expériences nucléaires françaises sur l'atoll de Moruroa. En 1995, elle devient Ambassadrice en Italie pour l'IFAW (International Fund for Animal Welfare). Elle pose nue pour une campagne de l'IFAW contre la fourrure, montrant des poils pubiens avec la légende « La seule fourrure que je n'ai pas honte de porter » . En 2008, elle a fait campagne contre la fermeture de l'hôpital San Giacomo de Rome.

## Publications
- 1984 : I miei primi quarant'anni
- 1988 : La più bella del reame
- 1990 : Vizi, veleni e velette
- 1992 : Le avventure di Marina: giallo sentimentale a fumetti
- 1994 : La donna che inventò se stessa
- 1998 : Tramonto rosso sangue
- 2001 : La vita estrema di Francesca Agusta
- 2004 : Cara Paola, sorella mia
- 2005 : Cocaina a Colazione
- 2006 : Lettere a Marina
- 2008 : Roma al Rogo
- 2011 : Virginia Agnelli. Madre e farfalla, avec Gabriella Mecucci, Minerva, 2011,  (ISBN 978-88-7381-385-9)
- 2012 : Invecchierò ma con calma
- 2016 : Colazione al Grand Hotel

## Filmographie
Actrice
- 1979 : Assassinio sul Tevere, créditée Marina Lante della Rovere, de Bruno Corbucci
- 2005 : Nebbie e delitti - série TV, 1 episodio, accreditata come Marina Lante della Rovere

Réalisatrice
- 1992 :Cattive ragazze[8].

Scénariste
- 1987 : I miei primi 40 anni, de Carlo Vanzina
- 1989 : La più bella del reame, de Cesare Ferrario
- 1992 : Cattive ragazze, de Marina Ripa di Meana